# The Book Job
The Book Job (titulado La misión del libro en Hispanoamérica y El golpe literario en España) es el sexto episodio de la vigesimotercera temporada de la serie de animación Los Simpson. Se emitió el 20 de noviembre de 2011 en Estados Unidos por FOX. En el episodio, Lisa se sorprende al descubrir que toda la literatura juvenil es concebida por ejecutivos de editoriales a través del uso de investigación de mercado y escritores fantasmas para hacer dinero. Cuando Homer escucha esto, decide enriquecerse empezando a trabajar en una novela de fantasía sobre troles junto con Bart, el director Skinner, Patty, Moe, el profesor Frink y el autor Neil Gaiman. Lisa, que no cree que la escritura debe ser sobre el dinero, decide escribir una novela propia. Sin embargo, ella es constantemente distraída por otras cosas y no puede hacer ningún progreso en ella. Después de vender su novela a un ejecutivo editorial de libros, los miembros del grupo descubren más tarde que el ejecutivo ha reemplazado a los troles con vampiros porque los vampiros son más populares. En un intento por reemplazar esta nueva versión con la vieja antes de que la novela vaya a ser impriesa, irrumpen en la sede de la editorial.
El episodio fue escrito por Dan Vebber, aunque el productor ejecutivo de Los Simpson Matt Selman recibió la idea para ello. Su inspiración vino de un artículo de una revista que había leído sobre la compañía de empaquetado del libros Alloy Entertainment y su uso de escritores fantasmas. Además, el episodio fue inspirado por trilogía de La gran estafa, una serie de películas sobre un grupo de delincuentes que atracan casinos y presenta muchos elementos característicos de ella. El actor Andy García, que aparece en esa serie como propietario de un casino, realiza una aparición como actor invitado en «The Book Job» como el ejecutivo de la editorial. También contiene varias referencias y parodias a de la serie de Harry Potter y Crepúsculo, dirigida a jóvenes adultos. El episodio fue visto por aproximadamente 5.77 millones de personas durante su emisión original y desde entonces ha recibido críticas positivas de críticos de televisión, particularmente por su sátira de la industria editorial y por sus referencias a la trilogía de La gran estafa. Gaiman, que proporcionó su voz para el episodio, también ha sido elogiado por su actuación.

## Sinopsis
Después de ver un show de dinosaurios en una arena en Springfield, Lisa descubre a una de sus autores favoritos, T. R. Francis, trabajando allí en un traje de dinosaurio. La mujer revela a una sorprendida Lisa que es solo una actriz que la editorial del libro utilizaba para las fotos de la sobrecubierta, y que T. R. Francis es una fabricación completa. Ella revela además que todas las series de literatura juvenil están concebidas por ejecutivos de editoriales a través de la investigación de mercado y el uso de múltiples escritores fantasmas, solo para ganar más dinero. Cuando Homer se entera de esto, decide enriquecerse escribiendo en grupo una novela de fantasía. Recluta un equipo formado por Bart, el director Skinner, Patty Bouvier, Moe Szyslak y el profesor Frink, todos los cuales tienen atributos personales o experiencias que ayudarán a escribir el libro: Skinner sabe lo que a los adolescentes les gusta, Patty es una fan de género fantástico, Moe ya ha publicado algunos libros para niños y Frink tiene una computadora. Lisa se sorprende al encontrar que ellos están escribiendo en grupo un libro, ya que ella sabe que la única razón que lo harían es para ganar dinero. Para mostrarles que lo que están haciendo está mal, ella decide escribir una novela por su cuenta con una historia personal que va a conectar con los lectores.
Para su novela, los miembros del grupo deciden tomar los elementos típicos de series literarias juveniles ya populares. Homer sugiere inicialmente que escriban sobre vampiros, pero Patty señala el hecho de que ya hay muchas novelas populares en ese género. Por lo tanto deciden escribir sobre un trol huérfano que va a una escuela de magia ubicada bajo el Puente de Brooklyn. El autor de fantasía Neil Gaiman escucha el hablar del equipo y ofrece su ayuda para escribir la novela; aunque ellos le permiten unirse, se le da solo la tarea de llevar comida para ellos mientras escriben. Los miembros del grupo rápidamente terminan la novela, a la que ellos nombran The Troll Twins of Underbridge Academy y se reúnen con un ejecutivo de la TweenLit Inc. en una feria de libros. Aunque le gusta la novela, la desestima porque carece de un falso autor con una historia inspiradora. Mientras tanto, Lisa está teniendo dificultades para avanzar en su libro debido a las distracciones constantes y rápidamente se entristece al darse cuenta de que ella nunca tendrá su nombre en una novela. Sin embargo, Homer le ofrece ser la falsa autora de The Troll Twins of Underbridge Academy. Lisa admite su derrota y toma la oferta. Ellos y el resto del equipo luego se acercan al ejecutivo de la editorial a ofrecerle otra vez el libro, y este se decide a comprar la novela por 1 millón de dólares. Mientras el equipo celebra en la taberna de Moe, reciben una copia de avance. Se sorprenden al descubrir que el editor ha reemplazado los troles de la historia con vampiros, retitulando la novela The Vampire Twins of Transylvania Prep, porque la prueba de mercado demostró que los vampiros son más populares que los troles. Aunque en un inicio lo hacían por dinero, luego se dan cuenta de que su creación es más importante, y deciden actuar.
El equipo irrumpe en la sede de TweenLit Inc., planeando reemplazar la nueva novela con su versión antigua antes de que comience la impresión total. Sin embargo, al llegar a la sala de impresión, el ejecutivo de la editorial aparece con un grupo de hombres armados. Él revela que alguien le avisó acerca de su plan, justo cuando Lisa aparece para dejarles saber que era fue porque quiere su nombre en un libro que realmente será popular. El ejecutivo ingresa la contraseña en la máquina de impresión y da a Lisa el honor de insertar la memoria USB con la novela en ella. Más tarde, cuando los tristes miembros del equipo de escritura en grupo están caminando lejos de la sede, pasan por una tienda de libros y descubren que The Troll Twins of Underbridge Academy se está poniendo en los estantes. Lisa aparece otra vez, haciéndoles saber que solo fingió traicionarlos para que el editor escriba la contraseña. Cuando Lisa dio a Bart un abrazo, reemplazó la unidad de flash del ejectuvio con la unidad de flash de Bart que contenía la novela trol. Como resultado, ella fue capaz de poner la versión original en la impresión. Lisa está feliz de saber que su nombre está finalmente en un libro; sin embargo, cuando ella abre una copia, ella descubre que Gaiman aparece como el autor, no ella. Resulta que había tres unidades de flash y que Gaiman había asaltado su camino a la lista de ventas «nuevamente» a pesar de ser analfabeto. Durante los créditos, se revela que Moe estaba al tanto del plan de Gaiman y en realidad estaba aliado con él desde el principio. Los dos celebran con un brindis en la playa de Shelbyville, pero Gaiman traiciona a Moe y envenena su bebida.

## Producción

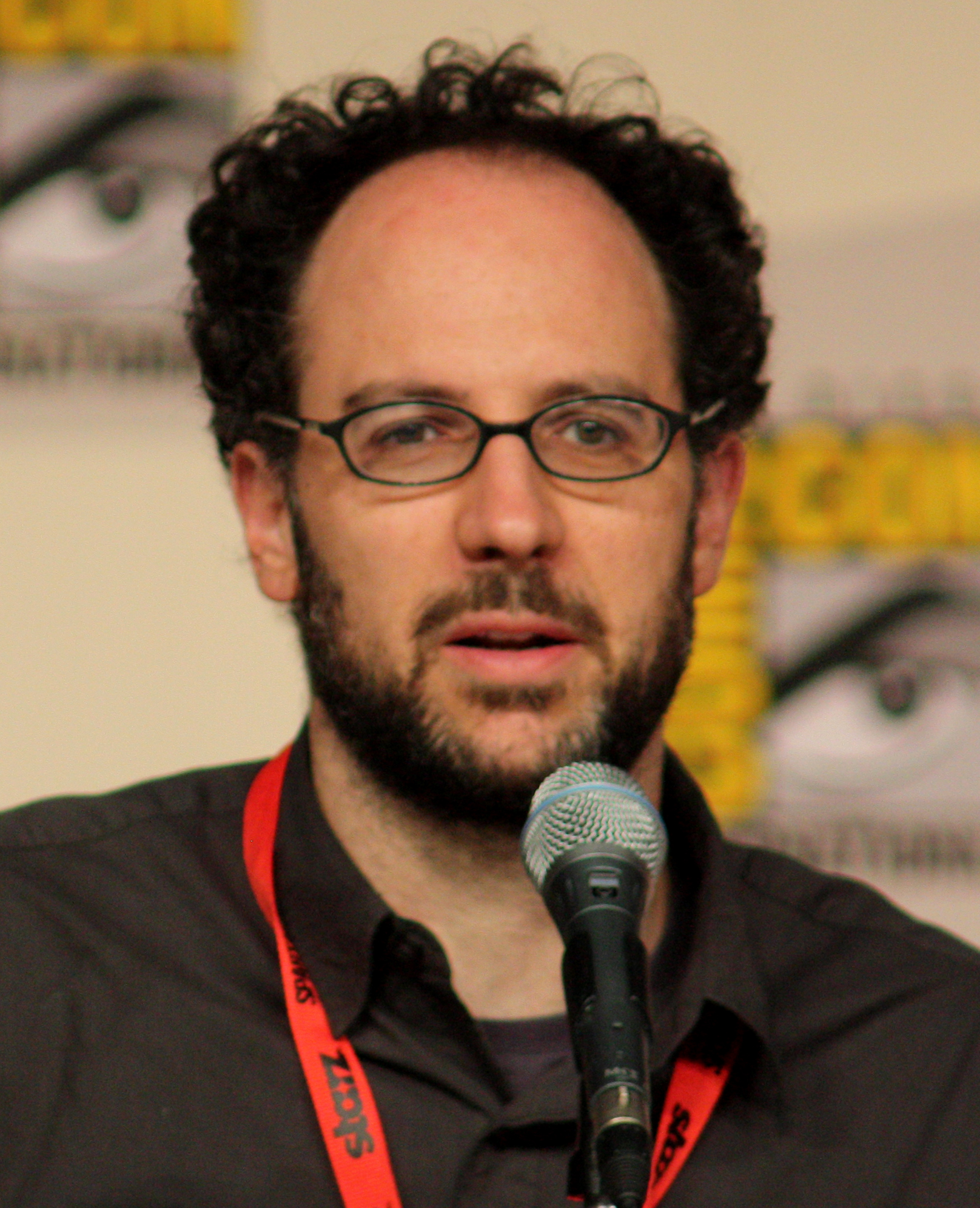
Matt Selman concibió la idea tras el episodio después de leer un artículo de una revista sobre la publicación de libros.

El escritor Dan Vebber, quien es conocido por su trabajo en la serie animada Futurama, escribió «The Book Job» con contribuciones de los escritores de Los Simpson. Matt Selman, productor ejecutivo y escritor de Los Simpson, fue quien concibió la idea tras el episodio. Fue inspirado por un artículo en The New Yorker sobre la compañía de empaquetado de libros Alloy Entertainment — editora de series como Gossip Girl y Vampire Diaries — y el uso de la compañía de escritores fantasmas. Según Selman, el artículo «era todo acerca de cómo estos ejecutivos toman estudios de mercado y vienen con las ideas de estos libros y las toman y le ponen el nombre de escritores falsos sobre ellas y fabrican fondos para estos autores que no existen. Tomamos esa tendencia y la explotamos y la empujamos frente a Lisa».
Selman dijo a Los Angeles Times que el episodio elogia la escritura en colaboración y responde a la pregunta de si es o no la escritura en grupo tan valiosa como el escribir solo. Comentó: «Llevo 15 años con Los Simpson y todos los días ha sido prácticamente la escritura como un equipo. Estamos orgullosos de lo que hemos hecho aunque no es la idea tradicional de un escritor con una pasión y una visión. De una manera extraña este episodio termina como una defensa de la escritura en grupo y celebrando lo que te hace sentir conectado al trabajo y a las personas en ese grupo de manera que uno no esperaba. Se trata de una sala de escritores... y sabes, en la historia, el equipo de robo cínico de Homer termina siendo increíblemente productivo». El episodio tiene varias referencias a la literatura y parodia a varias series populares de libros para jóvenes adultos, particularmente Crepúsculo, una serie de libros de fantasía con temática de vampiros de Stephenie Meyer que ha recibido mucha popularidad. Mientras persigue a T. R. Francis por el estadio donde se celebró el espectáculo de dinosaurios, Lisa pasa por un cuarto de baño en el que un grupo de dinosaurios fuma, en referencia a un cómic de Far Side de dinosaurios fumando. El show de dinosaurios en sí, Sitting with Dinosaurs, se basa en el show en vivo Walking with Dinosaurs.
Además de la literatura, el episodio parodia la trilogía de La gran estafa, una serie de películas sobre un grupo de delincuentes que atraca casinos. Selman reveló a Entertainment Weekly en enero de 2011 que el episodio es esencialmente «Homer y algunas personas en Springfield teniendo que perpetrar un atraco al estilo de La gran estafa en el mundo nada similar a La gran estafa de las editoriales de libros de fantasía juveniles». Durante el episodio, se escucha una versión de la canción «Gritty Shaker» de David Holmes. Esta canción fue interpretada por aproximadamente tres minutos durante una escena de La gran estafa. En su blog, el editor de música de Los Simpson Chris Ledesma escribió que Selman quería que «Gritty Shaker» se interpretara repetidamente a lo largo de «The Book Job» porque pensó erróneamente que era cómo se hacía en la película. Durante el atraco de la sede de TweenLit Inc., la pantalla se divide en varias formas, mostrando a los miembros del equipo haciendo su camino cada uno de manera diferente a la sala de impresión. Según Selman, «la puesta en marcha y sentir [del episodio] es una real salida creativa para nosotros. Es una especie de película de robo donde el atraco es escribir un libro pero cuando eso se inicia, hay un gran salto estilístico. También es un poco tonto, un poco más estilístico que la mayoría de los episodios. Estamos llegando a 500 episodios, pero realmente, este es el tipo de episodio un show sólo haría si no hubiera tenido ya unos cien episodios». El actor cubano-americano Andy García, que apareció en la trilogía de La gran estafa como el dueño de casinos Terry Benedict, realizó una aparición como actor invitado en «The Book Job» como el ejecutivo de la editorial. A finales de enero de 2011, la grabación de su actuación tuvo lugar.
El autor de fantasía inglés Neil Gaiman realizó una aparición en el episodio como él mismo, ayudando a Homer y a los demás a escribir el libro. Él grabó sus líneas en enero de 2011 en Los Ángeles, California bajo la dirección de Selman. Gaiman ha dicho que cuando primero accedió a ser estrella invitada, asumió que sería solo para conseguir una breve aparición, apareciendo durante unos segundos. Él dijo a la prensa que «cuando en realidad me enviaron el guión y comencé a leerlo y descubrí que estaba en él a través de todo el camino y tenía que actuar y eso sucedió, fue enormemente divertido». Gaiman también señaló que él no cree que el episodio da una representación totalmente exacta de él, comentando: «En verdad, el yo de la vida real casi nunca se cuelga de librerías similares a Barnes & Noble esperando encontrar grupos de ciudadanos locales que han decidido a escribir una serie de fantasía juvenil seudónima, ofreciendo mis servicios. E incluso si lo hiciera, probablemente no estaría haciendo el cáterin». En su página oficial de Tumblr, Gaiman señaló que si bien no tenía mucha aportación en la historia, pudo improvisar durante la grabación y dio sugerencias sobre cómo hacer su diálogo sonar cercano a algo que realmente podría decir en la vida real.

## Lanzamiento

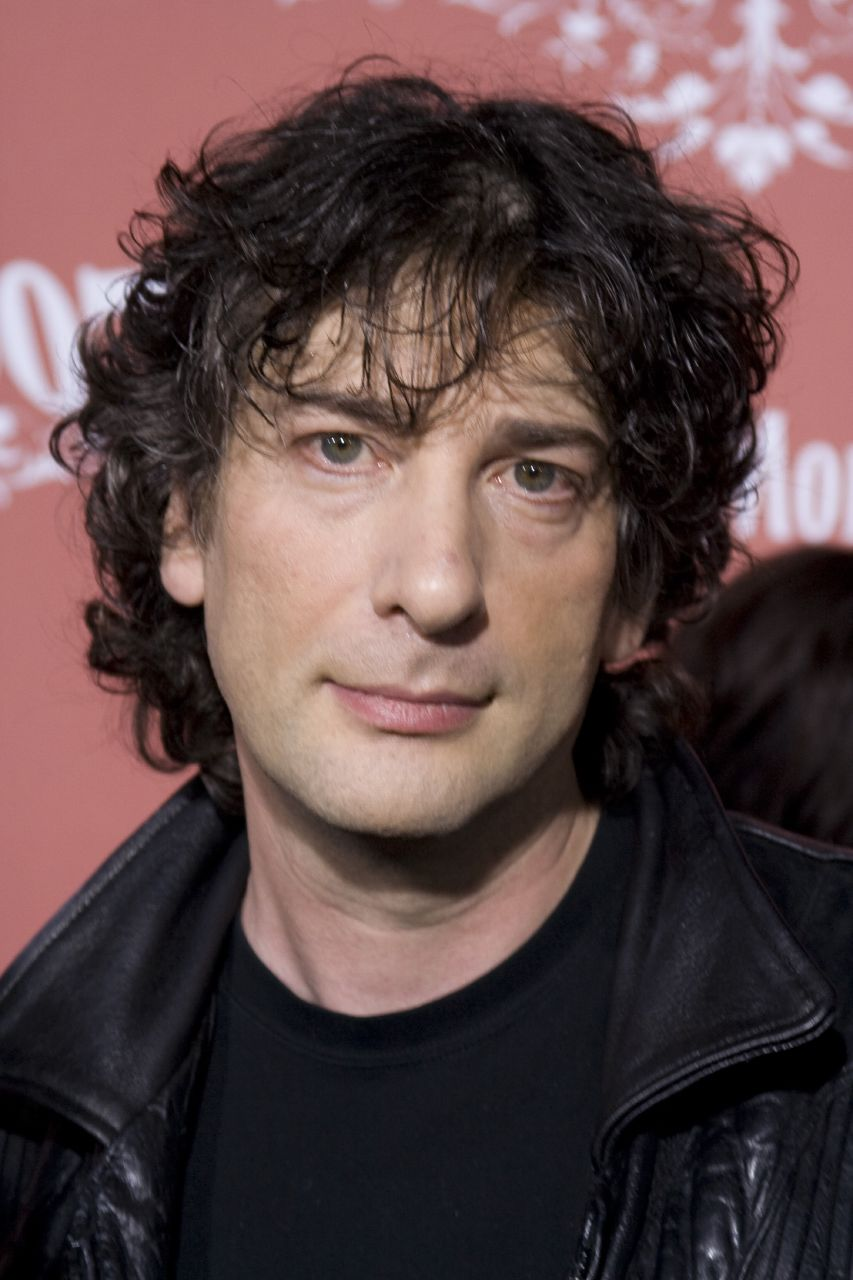
Neil Gaiman fue elogiado por su aparición invitada.

«The Book Job» se estrenó originalmente en la cadena Fox en los Estados Unidos en 20 de noviembre de 2011. Fue visto por aproximadamente 5.77 millones de personas durante esta emisión. En la franja demográfica de adultos de 18–49, el episodio recibió una cuota de pantalla de (21% menos que el episodio anterior) y un siete por ciento de la cuota de audiencia. Los Simpson se convirtió en el segundo programa más visto en la línea de animación de Fox esa noche en términos de televidentes totales y en la franja demográfica de 18–49, terminando con una calificación mayor que Allen Gregory y American Dad!, pero una calificación más baja que Padre de familia.

## Recepción
Desde su emisión, «The Book Job» ha recibido críticas positivas de los críticos. Josh Harrison de Ology lo nombró uno más fuertes episodios de la temporada hasta la fecha, elogiándolo por ofrecer «una brillante aparición del autor [...] Neil Gaiman y una estética bien pulida de Ocean's Eleven». Jason Hughes de AOL TV aplaudió la estructuración no común del episodio, escribiendo: «¿Por qué fue este episodio mucho más divertido que de costumbre? Creemos que tiene que ver con el formato y la alegría en la presentación. Después de dos décadas, vale la pena sacudir las cosas y darnos una mirada totalmente fresca en el show. Incluso el equipo creó algunas combinaciones nuevas de los grandes ciudadanos de Springfield. Tal vez deberían considerar hacer eso más a menudo». Hayden Childs de The A.V. Club elogió el episodio como «entretenido y exitoso», al comentar que el «elemento de la sorpresa es la clave aquí, y Los Simpson hicieron algo muy sorprendente esta noche, combinando una parodia de películas de robo con una aguda mirada satírica  a las editoriales. Con las exitosas apariciones de Neil Gaiman y Andy García, este episodio entregó un tratamiento cada vez más raro para los fanáticos de Los Simpson: una media hora bien escrita y bien actuada que se vuelve mejor y más divertida que va». Childs, sin embargo, criticó las «pantallas divididas de las varias travesuras estilo robo» como «la parte menos divertida del episodio». Observó que si bien «el resto de los gags tienen algún empuje a ellos, [estos] cruzan la linea en complacencia a la audiencia. Afortunadamente, terminan en unos diez segundos».
Michael Cavna de The Washington Post escribió positivamente sobre el episodio, comentando que de «las líneas del show de dinosaurios de la apertura del episodio (recordando que un 'fósil' de horario central como Los Simpsons todavía tiene afilados premolares de comedia) al truco final bajo la manga oscura de 'Neil Gaiman', 'The Book Job' es digno de la pared de la fama de DVDs». Cavna elogió particularmente el episodio por basarse en la publicación de la vida real, observando cómo Selman tomó inspiración de un artículo de Alloy Entertainment. También felicitó a las parodias de trilogía de La gran estafa y de Far Side y la aparición invitada de Gaiman. Cavna escribió que «el papel de Gaiman es mucho más que el mero ingreso. Como las mejores actuaciones de voces invitadas del show, aquí Gaiman está llamado a prestar verdadera dimensión al episodio». Semejantemente, Cyriaque Lamar de io9 escribió que el episodio «hizo justicia a la aparición invitada de Gaiman... que hizo el autor lucir como un chiflado total». Él agregó que «Gaiman valientemente se representa a sí mismo como un matón perro de aguas. Seguro, Andy García también hizo una aparición invitada, pero Gaiman se robó el show». Además, Lamar elogió el episodio para varios de sus gags, como la referencia a Far Side y las revelaciones de que Patty sabe hablar dothraki y que Crepúsculo originalmente giraba en torno a golems.